# Bartova válka
Bartova válka (v anglickém originále The Bart of War) je 21. díl 14. řady (celkem 312.) amerického animovaného seriálu Simpsonovi. Scénář napsal Marc Wilmore a díl režíroval Michael Polcino. V USA měl premiéru dne 18. května 2003 na stanici Fox Broadcasting Company a v Česku byl poprvé vysílán 25. ledna 2005 na stanici ČT1.

## Děj
Marge neschvaluje, že se Bart a Milhouse dívají na Městečko South Park, a tak se je neúspěšně snaží přimět, aby se dívali na Dobrá nebesa na PAX. Kluci se brzy ocitnou před domem a nudí se, a tak se rozhodnou uvázat nit na mouchu. Když se moucha dostane do domu Flandersových a sežere ji kočka, ocitnou se Bart a Milhouse uvnitř domu bez dozoru. Využijí příležitosti k páchání neplechy a ve sklepě objeví Nedovu sbírku památek na The Beatles. Napijí se z plechovek 40 let starého nápoje a začnou mít halucinace, přičemž Bart vidí Milhouse jako Johna Lennona v různých etapách jeho života. Když se Ned, Rod a Todd vrátí domů a zjistí škody způsobené Bartem a Milhousem, utečou do svého krytu a zavolají policii. Náčelník Wiggum a jeho parta následně chlapce chytí ve sklepě a zavolají jejich rodičům. Ti rozhodnou, že Bart a Milhouse by měli trávit veškerý čas pod rodičovským dohledem. Bartovi také zakážou hrát si s Milhousem, který podle Marge podněcuje Barta k jeho špatnému chování. 
Marge následně založí skupinu vrstevníků založenou na životě indiánů Malí indiáni – tvoří ji Bart, Ralph Wiggum, Nelson Muntz a Databáze, přičemž ona sama je vůdkyní kmene poté, co Homer selhal ve svých vůdcovských schopnostech. Později, když Marge vezme chlapce na procházku do přírody, potkají Mohykána, který jim ukáže pole, jež je třeba uklidit. Skupina s prací souhlasí, ale zjistí, že pole již uklidila jiná skupina vrstevníků, Dětská kavalerie vedená Milhouseovým otcem Kirkem Van Houtenem, kterou tvoří Milhouse, Martin Prince, Jimbo Jones a šprt jménem Cosine. Obě skupiny se snaží navzájem předhánět v konání dobra; například když Dětská kavalerie zbourá buldozerem dům bezdomovců od Malých indiánů a na místo postaví prefabrikát, Malí indiáni se jim pomstí tím, že ho zapálí šípy. Když Dětská kavalerie prodává cukrovinky na zápase Springfieldských izotopů, Malí indiáni se jim to pokusí překazit tím, že do cukrovinek přidají projímadla. Naneštěstí pro ně starší občané, kteří si potřebují ulevit od zácpy, cukrovinky zakoupí. 
Na zápase Izotopů, při dalším pokusu o porážku Dětské kavalerie, je Bart a Homer odlákají od stadionu falešnou cedulí „VIP parkování zdarma“ a Malí indiáni se pak převléknou za své nepřátele, než zazpívají vlastní verzi „The Star-Spangled Banner“. Dav tím rozzuří, a když dorazí skutečná Dětská kavalerie, vypukne mezi všemi rvačka. Marge, která je tím zděšena, začne plakat, a když je zobrazena na velkoplošné obrazovce, rvačka ustane a kapitán Horatio navrhne, že by všichni měli zpívat sladkou, uklidňující hymnu, jako je kanadská hymna, místo „válečné hymny“, jako je „The Star-Spangled Banner“. Všichni přítomní zazpívají Marge „O Canada“ a spojí se rukama, aby na baseballovém hřišti vytvořili javorový list. Bart a Milhouse se pak shodnou, že válka není řešením – „kromě všech amerických problémů“.

## Přijetí
Ve Spojených státech díl během premiéry sledovalo 12,1 milionu diváků. Dne 6. prosince 2011 byl díl vydán na Blu-ray a DVD jako součást box setu The Simpsons – The Complete Fourteenth Season. Členové štábu Michael Price, J. Stewart Burns, Tom Gammill, Marc Wilmore, Kevin Curran, Matt Selman, Mike B. Anderson se podíleli na audiokomentáři k této epizodě na DVD.
Colin Jacobson z DVD Movie Guide k dílu uvedl: „Rád bych řekl, že se 14. řada s blížícím se koncem rozjíždí, ale bohužel Válka nabízí docela nudnou epizodu. Když si Homer špatně vyloží indiánské tradice, má to jistý humor, ale rychle se to vleče a stává se to nevýrazným. Není to aktivně špatný díl, ale je poměrně plochý.“.
Server Simbasible napsal, že Bartova válka je „jedním z těch dílů, které obsahují příliš mnoho podzápletek a všechny jsou příliš hloupé“.